# Teorema de Blasius
En dinámica de fluidos, el teorema de Blasius establece que  la fuerza experimentada por un cuerpo fijo bidimensional en un flujo irrotacional constante viene dada por
{\displaystyle F_{x}-iF_{y}={\frac {i\rho }{2}}\oint _{C}\left({\frac {\mathrm {d} w}{\mathrm {d} z}}\right)^{2}\mathrm {d} z}
y el momento respecto al origen experimentado por el cuerpo viene dado por
{\displaystyle M=\Re \left\{-{\frac {\rho }{2}}\oint _{C}z\left({\frac {\mathrm {d} w}{\mathrm {d} z}}\right)^{2}\mathrm {d} z\right\}.}
Aquí,
- {\displaystyle (F_{x},F_{y})} es la fuerza que actúa sobre el cuerpo,
- {\displaystyle \rho } es la densidad del fluido,
- {\displaystyle C} es el contorno al ras alrededor del cuerpo,
- {\displaystyle w=\phi +i\psi } es el potencial complejo ({\displaystyle \phi } es el potencial de velocidad, {\displaystyle \psi } es la función de flujo),
- {\displaystyle {\mathrm {d} w}/{\mathrm {d} z}=u_{x}-iu_{y}} es la velocidad compleja ({\displaystyle (u_{x},u_{y})} es el vector velocidad),
- {\displaystyle z=x+iy} es la variable compleja ({\displaystyle (x,y)} es el vector de posición),

{\displaystyle Re} es la parte real del número complejo, y
- {\displaystyle M} es el momento respecto al origen de coordenadas que actúa sobre el cuerpo.

La primera fórmula se denomina a veces fórmula de Blasius-Chaplygin.
El teorema lleva el nombre de Heinrich Blasius, que lo dedujo en 1911. De este teorema se deduce directamente el teorema de Kutta-Joukowski. 